# Diocesi di Atlacomulco
La diocesi di Atlacomulco (in latino Dioecesis Atlacomulcana) è una sede della Chiesa cattolica in Messico suffraganea dell'arcidiocesi di Toluca. Nel 2022 contava 1.243.000 battezzati su 1.499.000 abitanti. La sede è vacante.

## Territorio

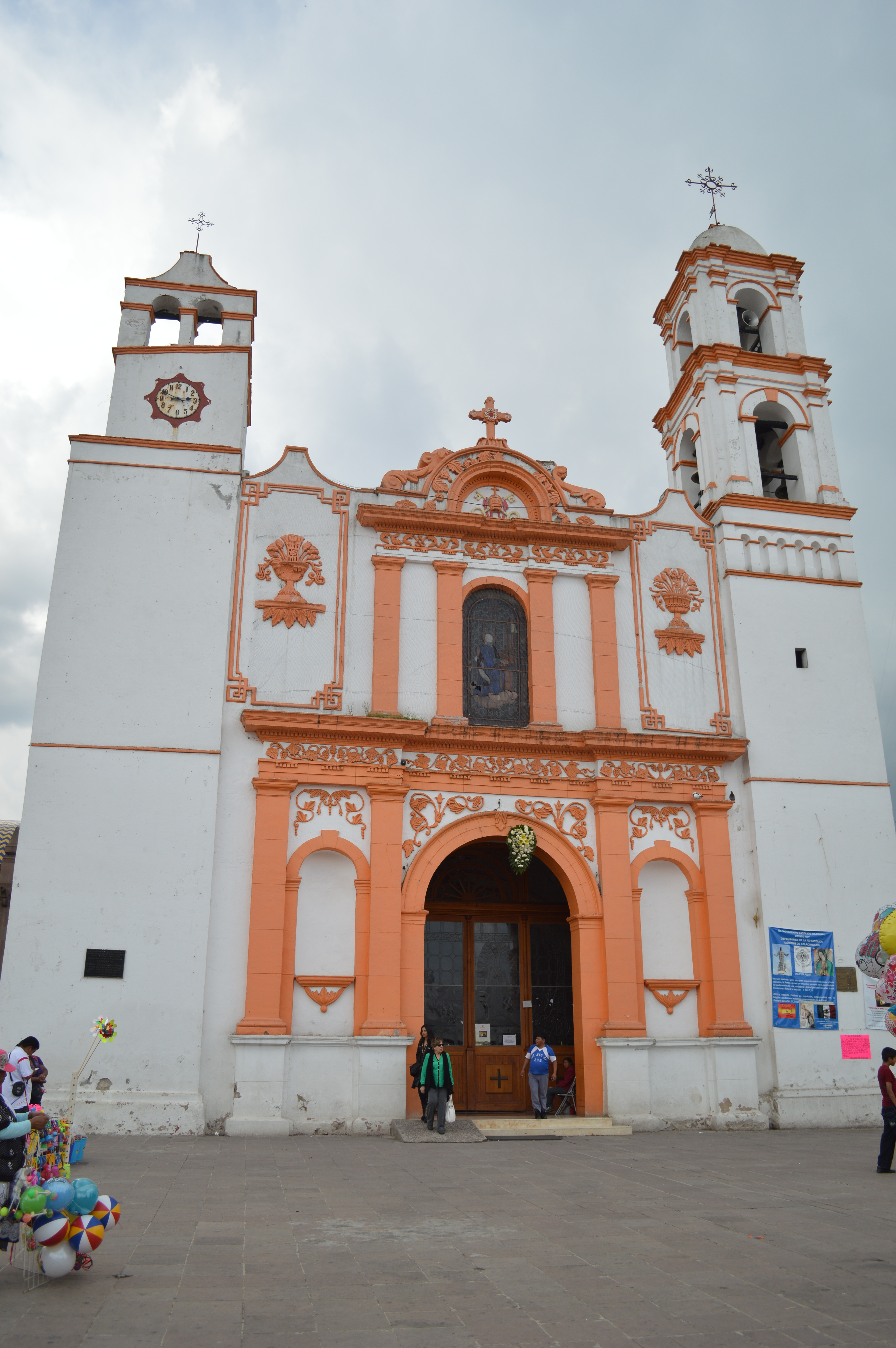
L'ex cattedrale di Nostra Signora di Guadalupe.

La diocesi comprende 17 comuni nella parte settentrionale dello stato messicano di Messico: Acambay, Polotitlán, Aculco, Jilotepec, Soyaniquilpan de Juárez, Timilpan, Chapa de Mota, Villa del Carbón, Morelos, Temascalcingo, Atlacomulco, El Oro, Jocotitlán, Jiquipilco, Ixtlahuaca, San Felipe del Progreso e San José del Rincón.
Sede vescovile è la città di Atlacomulco, dove si trovano la cattedrale della Divina Provvidenza e l'ex cattedrale di Nostra Signora di Guadalupe.
Il territorio si estende su una superficie di 5.364 km² ed è suddiviso in 65 parrocchie, raggruppate in 12 decanati.

## Storia
La diocesi è stata eretta il 3 novembre 1984 con la bolla Quandoquidem ad plenius di papa Giovanni Paolo II, ricavandone il territorio dalle diocesi di Toluca (oggi arcidiocesi) e di Cuautitlán.
Originariamente suffraganea dell'arcidiocesi di Città del Messico, il 28 settembre 2019 è entrata a far parte della provincia ecclesiastica di Toluca.

## Cronotassi dei vescovi
Si omettono i periodi di sede vacante non superiori ai 2 anni o non storicamente accertati.
- Ricardo Guízar Díaz † (3 novembre 1984 - 14 agosto 1996 nominato arcivescovo di Tlalnepantla)
- Constancio Miranda Weckmann (27 giugno 1998 - 29 settembre 2009 nominato arcivescovo di Chihuahua)
- Juan Odilón Martínez García (30 aprile 2010 - 3 luglio 2024 ritirato)
  - Juan Pedro Juárez Meléndez,[1] dal 3 luglio 2024 (amministratore apostolico)

## Statistiche
La diocesi nel 2022 su una popolazione di 1.499.000 persone contava 1.243.000 battezzati, corrispondenti all'82,9% del totale.
| anno | popolazione | popolazione | popolazione | presbiteri | presbiteri | presbiteri | presbiteri                | diaconi | religiosi | religiosi | parrocchie |
| anno | battezzati  | totale      | %           | numero     | secolari   | regolari   | battezzati per presbitero | diaconi | uomini    | donne     | parrocchie |
| ---- | ----------- | ----------- | ----------- | ---------- | ---------- | ---------- | ------------------------- | ------- | --------- | --------- | ---------- |
| 1990 | 532.041     | 554.142     | 96,0        | 49         | 44         | 5          | 10.857                    |         | 5         | 69        | 37         |
| 1999 | 807.634     | 810.070     | 99,7        | 73         | 64         | 9          | 11.063                    | 2       | 22        | 89        | 40         |
| 2000 | 831.863     | 844.672     | 98,5        | 82         | 72         | 10         | 10.144                    | 1       | 10        | 133       | 44         |
| 2001 | 834.350     | 847.208     | 98,5        | 87         | 77         | 10         | 9.590                     | 1       | 26        | 86        | 50         |
| 2002 | 836.853     | 849.749     | 98,5        | 85         | 77         | 8          | 9.845                     | 1       | 12        | 77        | 41         |
| 2003 | 861.958     | 874.210     | 98,6        | 87         | 78         | 9          | 9.907                     | 1       | 11        | 79        | 53         |
| 2004 | 862.816     | 875.435     | 98,6        | 95         | 86         | 9          | 9.082                     | 1       | 10        | 103       | 54         |
| 2006 | 865.404     | 878.061     | 98,6        | 94         | 92         | 2          | 9.206                     | 1       | 3         | 103       | 64         |
| 2012 | 941.000     | 958.000     | 98,2        | 114        | 111        | 3          | 8.254                     | 1       | 4         | 103       | 66         |
| 2015 | 1.123.200   | 1.350.000   | 83,2        | 119        | 118        | 1          | 9.438                     | 1       | 3         | 96        | 65         |
| 2018 | 1.198.620   | 1.444.125   | 83,0        | 131        | 121        | 10         | 9.149                     | 1       | 11        | 14        | 65         |
| 2020 | 1.222.500   | 1.473.000   | 83,0        | 123        | 115        | 4          | 10.273                    | 1       | 4         | 71        | 65         |
| 2022 | 1.243.000   | 1.499.000   | 82,9        | 119        | 119        |            | 10.445                    | 1       |           | 61        | 65         |